# Usurbil
Usurbil är en kommun i Spanien. Den ligger i Gipuzkoaprovinsen i den autonoma regionen Baskien i norra delen av landet, 300 km norr om huvudstaden Madrid. Antalet invånare är 6 438 (2024). Arean är 25,64 kvadratkilometer. Usurbil gränsar till Orio, San Sebastián, Aia och Lasarte-Oria. 